# Red Eclesial Pan Amazónica
La Red Eclesial Pan Amazónica (rete ecclesiale PanAmazonica) è una rete con un migliaio di organizzazioni del Amazzonia che lavorano dal 2014 "per creare un modello di sviluppo che privilegi i poveri e serva il bene comune".
In particolare, ci sono istanze locali, nazionali e internazionali, congregazioni, istituzioni, squadre specializzate e missionari provenienti da Brasile, Venezuela, Guyana francese, Guyana inglese, Suriname, Colombia, Ecuador, Perù e Bolivia che si coordinano per lavorare insieme per protezione dei diritti umani, delle popolazioni indigene e un diverso approccio al territorio dell'Amazzonia. È nato per essere un contrappunto agli stati che hanno dato la priorità alla crescita economica in vista delle violazioni dei diritti umani e dell'attacco alle popolazioni indigene.

## Storia
Alla Conferenza di Aparecida del 2007 convocata da Giovanni Paolo II e concretizzata da Benedetto XVI, i vescovi avvertirono che l'Amazzonia era "solo al servizio degli interessi economici delle società transnazionali".
Dopo la sua elezione nel 2013, Papa Francesco si è rivolto ai vescovi del Brasile per chiedere loro che la chiesa dovesse assumere un nuovo ruolo nella regione di Panamazon e ha chiesto coraggio. Ha detto che lavorare per la salvaguardia della natura in quella regione, specialmente quella più svantaggiata, è al centro del Vangelo. Nell'enciclica Laudato si ' del 2015 Francisco ha insistito sul fatto che dovevamo proteggere la biodiversità del pianeta "in Amazzonia e in Congo, o i grandi acquiferi e ghiacciai" per la sua importanza "per l'intera terra e il futuro dell'umanità".
Alla creazione dell'organizzazione, nel settembre 2014, il cardinale Claudio Hummes ha affermato che la Chiesa dovrebbe avere "un volto amazzonico", una missione che dovrebbe essere "incarnata" e "inculturata" nella popolazione indigena per la sua "realtà particolare della creazione ". Nel 2015 il cardinale Michael Czerny, che sarebbe stato uno degli organizzatori del Sinodo per l'Amazzonia, ha scritto che prima del REPAM c'erano "limiti e frammentazioni" e con l'organizzazione era possibile "affrontare una realtà così complessa e mutevole". Da quel momento REPAM ha coordinato il lavoro della Chiesa cattolica nella regione amazzonica, il lavoro di sacerdoti, missionari, rappresentanti della Caritas e ha lavorato per difendere le popolazioni indigene e l'ambiente.
Questa organizzazione ha avuto un ruolo fondamentale nel Sinodo per l'Amazzonia convocato da Papa Francesco nel 2017 e che si è svolto dal 5 al 29 ottobre 2019 a Roma con l'obiettivo di "identificare nuove strade per l'evangelizzazione di quella parte del Popolo di Dio, specialmente dei nativi, spesso dimenticato e senza la prospettiva di un futuro sereno, anche a causa della crisi della giungla amazzonica, un polmone vitale per il nostro pianeta ". Il presidente e il relatore generale erano Claudio Hummes e il vicepresidente Pedro Barreto . L'organizzazione ha valutato positivamente il Sinodo considerando che era stata ascoltata la voce femminile, la dedizione interculturale e coraggiosa per la vita alle ultime conseguenze.

## Cronotassi

### Presidenti
- Cardinale Cláudio Hummes, O.F.M. (2014 - 2020)
- Cardinale Pedro Ricardo Barreto Jimeno, S.I. (2020 - 28 luglio 2022)
- Vescovo Rafael Cob García, dal 28 luglio 2022

### Vicepresidenti
- Cardinale Pedro Ricardo Barreto Jimeno, S.I. (2014 - 2020)
- Vescovo Rafael Cob García (9 novembre 2020 - 28 luglio 2022)
- Suor Maria Carmelita de Lima Conceição, dal 28 luglio 2022
- Yessica Patiachi, dal 28 luglio 2022
- Vescovo David Martínez de Aguirre Guinea, dal 28 luglio 2022